# 須田善明
須田 善明（すだ よしあき、1972年6月3日 - ）は、日本の政治家。宮城県女川町長（4期）。元宮城県議会議員（3期）。

## 来歴
宮城県女川町生まれ。父親は女川町長を務めた須田善二郎。宮城県石巻高等学校、明治大学経営学部卒業。株式会社電通東北に就職。
1999年（平成11年）、宮城県議会・牡鹿選挙区（定数1）の補欠選挙に立候補し初当選。2003年（平成15年）に牡鹿選挙区（定数1）で無投票再選。2007年（平成19年）、合区された石巻・牡鹿選挙区（定数5）をトップ当選で3選。県議時代は自由民主党に所属した。
2011年（平成23年）11月4日告示、11日執行の女川町長選挙に立候補し無投票で初当選した。11月13日、町長就任。2015年（平成27年）、無投票で再選。2019年（令和元年）、無投票で3選。2023年（令和5年）、無投票で4選。

## 政策・主張
- 2020年（令和2年）9月7日、女川町議会は、東北電力女川原子力発電所2号機の再稼働に関し同意を示した。これを受けて9月14日、須田は報道各社に「国と県の姿勢を見極めたうえで、再稼働の是非を判断したい」「自分のなかで確信が持てれば合意を表明するが、まだそういう段階ではない」と語った[6]。